# Schwarznestsalangane
Die Schwarznestsalangane (Aerodramus maximus, Syn.: Collocalia maxima) ist eine Vogelart aus der Familie der Segler (Apodidae). Sie zählt mit einer Körperlänge von 14 Zentimetern zu den größeren Salanganenarten. Das Gefieder ist vorwiegend graubraun, der Schwanz leicht gegabelt. Das Verbreitungsgebiet liegt in Südostasien, hauptsächlich auf der Malaiischen Halbinsel und den Sunda-Inseln. Die Art verfügt über die Fähigkeit zur Echoortung, was ihr ermöglicht, die in Höhlen liegenden Brutkolonien aufzusuchen.
Die Nester der Art gehören zu den sogenannten „essbaren Schwalbennestern“. Sie sind aber nicht so begehrt wie die nahezu ausschließlich aus Speichel bestehenden Nester der Weißnestsalangane (Aerodramus fuciphagus), da Schwarznestsalanganen auch in nicht unerheblicher Menge Federn als Baumaterial verwenden.

## Merkmale

### Aussehen
Die Körperlänge liegt bei 14 Zentimetern, das Gewicht zwischen 14 und 21 Gramm. Für die Flügellänge wurden Werte zwischen 126 und 135 Millimetern ermittelt. Die Schwanzlänge liegt zwischen 50 und 58 Millimetern. Die Schwanzgabelung ist undeutlich, die Tiefe des Einschnitts beträgt 11 bis 15 Prozent der Schwanzlänge.
Die Oberseite einschließlich des Oberkopfs ist vorwiegend schwarzbraun gefärbt und glänzend. Lediglich der Bürzel ist etwas blasser, hebt sich aber bei einigen Individuen kaum von der restlichen Oberseite ab. Die hellere, graue Unterseite ist an der Kehle am hellsten, ab der Brust wird das durch die Federschäfte gebildete Streifenmuster deutlich: Die Graufärbung wird von der Brust bis zum Schwanz allmählich dunkler, die Unterschwanzdecken sind dunkelgrau und zeigen einen hellen Saum. Die Oberseite der Flügel ist sehr einheitlich glänzend schwarz, wobei die Außenfahnen am dunkelsten sind und den meisten Glanz zeigen. Die Färbung der Flügelunterseite ist typisch für Salanganen, dabei sind die Schwungfedern und die großen Armdecken blasser und bilden einen Kontrast zu den deutlich dunkleren mittleren und kleinen Armdecken. Beide Geschlechter sehen gleich aus.
Die vergleichsweise undeutliche Schwanzgabelung ist das beste Unterscheidungsmerkmal zur sympatrisch vorkommenden Weißnestsalangane, die zudem etwas kleiner ist. Auch ist in vielen Fällen der sich deutlicher abhebende blasse Bürzel der Weißnestsalangane ein brauchbares Kriterium zur Unterscheidung beider Arten. Im äußersten Nordwesten des Verbreitungsgebiets der Schwarznestsalangane kommt sie gemeinsam mit der Himalayasalangane (Aerodramus brevirostris) vor, zudem überwintert letztere auf der Malaiischen Halbinsel und auf Sumatra, wo sich beide Arten begegnen. Auch die Himalayasalangane hat eine tiefere Schwanzgabelung und wirkt schlanker. Bei der Artbestimmung „in der Hand“ ist die starke Befiederung der Beine ein gutes Unterscheidungsmerkmal; bei der Schwarznestsalangane bedeckt sie praktisch den gesamten Tarsometatarsus. Bei Weißnest- oder Himalayasalanganen reicht die Befiederung nie so weit hinab, wobei es große individuelle und auch unterartspezifische Unterschiede gibt.

### Lautäußerungen
Ein schwätzendes tschit-tschit ist in der Nähe des Nistplatzes zu hören, zudem ein durchdringendes tiiii-tiiii-tiiii. Die Lautäußerungen entsprechen denen der Himalayasalangane.
Schwarznestsalanganen verfügen über die Fähigkeit zur Echoortung, mit deren Hilfe sie ihre in der Dunkelheit von Höhlen liegenden Nistplätze aufsuchen. Zur Echoortung wird typischerweise eine kurze Sequenz zweier Klicklaute verwendet, die im Frequenzbereich zwischen 1,9 und 6,8 Kilohertz liegen. Ein Klick hat eine Länge von etwa 6 bis 7 Millisekunden, der erste ist im Mittel etwas kürzer, die Pause zwischen beiden Klicks beträgt ungefähr 1,1 Millisekunden. In ungefähr 46 Prozent der Fälle sind auch einfache Klicks zu hören.

## Verbreitung

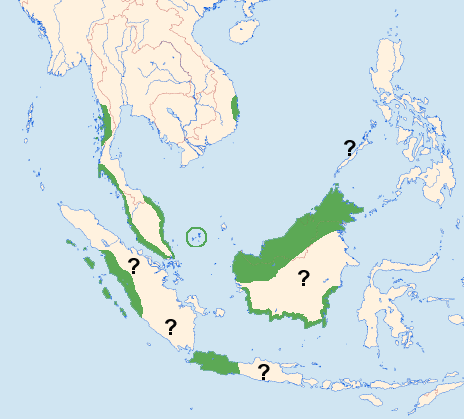
Verbreitungsgebiet der Schwarznestsalangane. Gebiete mit fraglichem Vorkommen sind durch Fragezeichen gekennzeichnet.

Die Schwarznestsalangane kommt hauptsächlich auf der Malaiischen Halbinsel und den Sunda-Inseln vor. An der Westküste der Malaiischen Halbinsel findet man sie in Tanintharyi in Myanmar sowie von der Südspitze bis etwas nördlich von Phuket und zudem auf einigen vorgelagerten Inseln. An der Ostküste gibt es Vorkommen in Terengganu, Pahang und Johor. Die einzige bekannte Kolonie im Landesinneren der Malaiischen Halbinsel befindet sich in Kuala Lumpur.
Die genaue Verbreitung auf Sumatra ist unklar, da relativ wenige Brutkolonien bekannt sind; sie liegen fast ausschließlich an der Westküste und auf den vorgelagerten Inseln. Zudem kommt die Schwarznestsalangane auf einzelnen Inseln der Straße von Malakka vor. Der gesamte Westen Javas ist ebenfalls besiedelt. In einigen Teilen Borneos ist die Art nachgewiesen, insbesondere in Kalimantan, dem indonesischen Teil der Insel und an der Küste im Süden und Südosten Borneos. Außerdem brütet die Schwarznestsalangane auf den Labuan- und Anambas-Inseln. Seit 1981 wurden Bruten in Höhlen im Südosten Vietnams in der Provinz Khánh Hòa sowie auf den vorgelagerten Inseln festgestellt. Es gibt auch Sichtungen auf der zu den Philippinen gehörenden Insel Palawan, aber hierbei handelt es sich möglicherweise um Irrgäste.
Im gesamten Verbreitungsgebiet gilt die Schwarznestsalangane als Standvogel, die Sichtungen auf Palawan sind aber ein Indiz dafür, dass sporadische Wanderungen vorkommen könnten.

## Lebensraum
Schwarznestsalanganen kommen in Südostasien von der Küste bis ins Bergland vor, der höchstgelegene bekannte Lebensraum liegt auf einer Höhe von 1830 Metern. Bei der Nahrungssuche suchen die Vögel sehr verschiedenartige Habitate auf. Diese umfassen vorwiegend offenes Gelände, aber auch innerhalb dichter Wälder unterhalb der Baumkronen sind die Vögel regelmäßig zu beobachten. Auch der Luftraum über bewohnten Gebieten sowie der Küste vorgelagerte Inseln dienen der Nahrungssuche.
Bei den zur Brut verwendeten Höhlen handelt es sich fast ausschließlich um Kalksteinhöhlen. Zur Vermeidung interspezifischer Konkurrenz bevorzugen die Schwarznestsalangane und die sympatrisch vorkommende Weißnestsalangane unterschiedliche Bereiche der Höhle, wobei die Beschaffenheit der Wände ein wesentlicher Faktor zu sein scheint. Im Gegensatz zur Weißnestsalangane brütet die Schwarznestsalangane ausschließlich in Naturhöhlen, Ansiedlungen in speziellen Zuchtbetrieben gibt es nicht.

## Verhalten und Nahrungserwerb
Schwarznestsalanganen sind äußerst gesellig. Wie die meisten Salanganen ist die Art besonders in der Morgen- und Abenddämmerung aktiv. Dann sind große Schwärme in der Nähe der Eingänge der zum Nisten verwendeten Höhlen zu beobachten. Im Vergleich zu sympatrisch vorkommenden Moosnestsalanganen (Aerodramus salangana) jagen Schwarznestsalanganen länger, in größeren Höhen und in weiterer Entfernung vom Nistplatz fliegende Kleintiere – beide Arten sind jedoch auch in gemischten Schwärmen zu beobachten.
Es wird spekuliert, ob die Art nicht auch in der Dunkelheit auf Nahrungssuche geht, da einige Termiten und Ameisen zwischen Sonnenuntergang und völliger Dunkelheit ausschwärmen. Als sicher gilt, dass die Echoortung bei der Insektenjagd selbst nicht von Vorteil ist, wohl aber das Aufsuchen der Höhlen nach Einbruch der Dunkelheit ermöglicht.
Das Nahrungsspektrum der Schwarznestsalangane unterscheidet sich deutlich von dem der im gleichen Lebensraum vorkommenden Weißnest- und Moosnestsalangane, im Gegensatz zu diesen besteht die Nahrung zu fast 90 Prozent aus Hautflüglern (fast ausschließlich fliegende Ameisen) und zu einem wesentlich geringeren Teil aus Zweiflüglern, Gleichflüglern, Käfern und Spinnentieren. Die Beutetiere sind größer als bei den anderen Salanganen, die Vielfalt der erbeuteten Arten ist deutlich geringer.

## Fortpflanzung

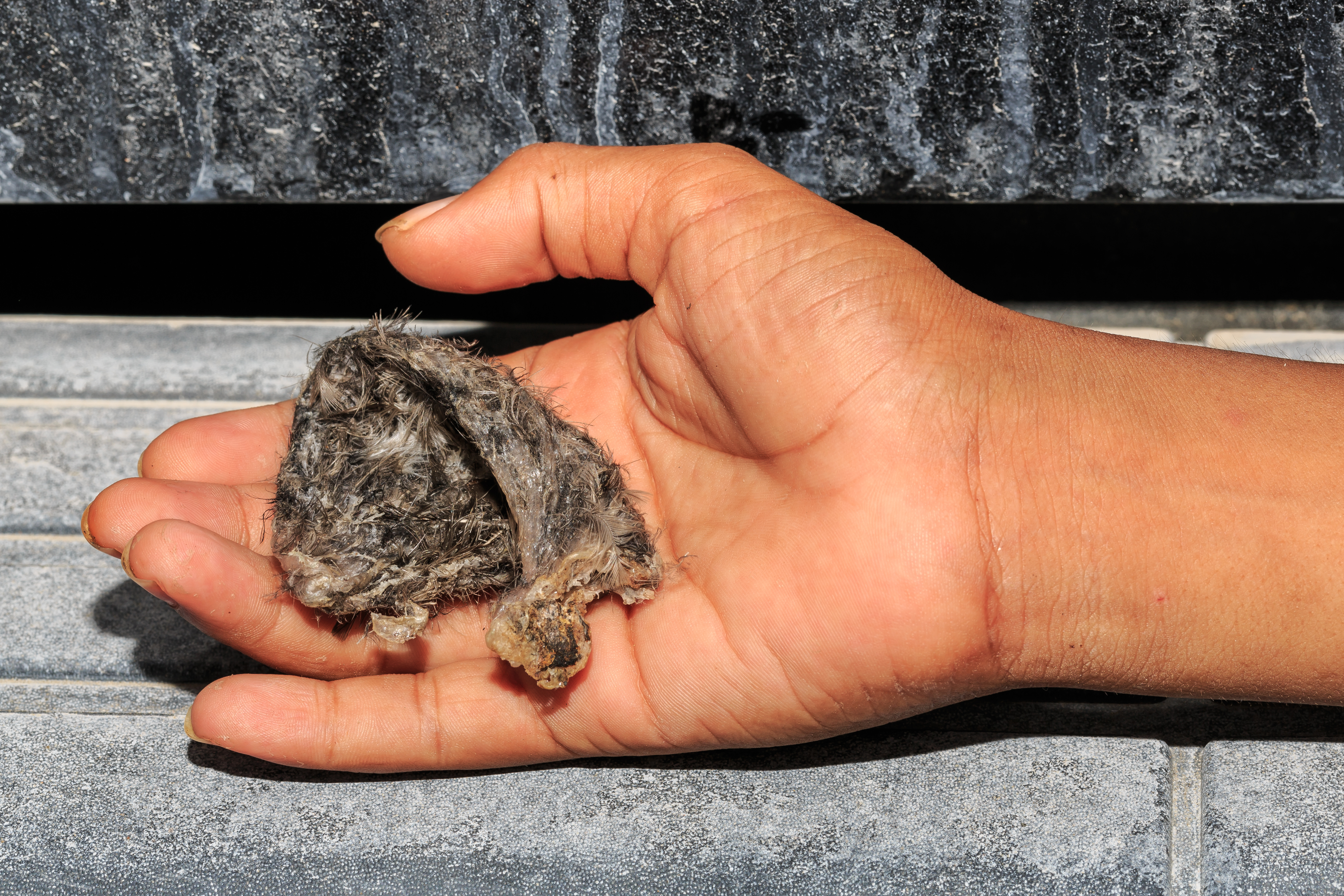
„Abgeerntetes“ Nest der Schwarznestsalangane aus der Madai-Höhle in Sabah

Die Art brütet in Kolonien, die in Höhlen liegen, oft gemeinschaftlich mit der Weißnest-, der Moosnest- oder der Glanzkopfsalangane (Collocalia esculenta). Die Legezeiten sind aufgrund der unterschiedlichen klimatischen Bedingungen innerhalb des Verbreitungsgebietes recht verschieden. Beispielsweise in den Niah-Höhlen im Nordwesten Borneos findet die Brut dort, wo die Vögel nicht durch die Verwertung der Nester gestört werden, zwischen September und April statt. Die Jungen fliegen dabei hauptsächlich im März und April aus, also in den ersten Monaten mit geringeren Niederschlägen, wenn die Nahrungssituation wieder günstiger wird. Werden die Nester zu einem späten Zeitpunkt entnommen, kann sich die Fortpflanzungsperiode etwas über die natürliche Dauer verlängern. In den Gomantong-Höhlen an der Ostküste Borneos bei Sandakan liegt die Brutzeit zwischen Februar und September. Im Südosten Vietnams beginnt die Schwarznestsalangane Anfang Dezember mit dem Nestbau, im Falle eines durch die Verwertung bedingten Nestverlusts werden bis Oktober Ersatznester gebaut.
Das Nest ist eine flache, sich selbst tragende Halbschale. Es besteht aus Federn und wird mit durchsichtigem, aushärtendem Speichel verklebt und an der Wand befestigt. Pflanzliche Bestandteile werden nicht verwendet. Der Bau des Nests dauert zwischen 35 und 127 Tagen. Er erfolgt vorwiegend nachts, wobei beide Partner abwechselnd am Nest bauen. Nach einer Bauphase ist intensives Putzen sehr typisch. Bei Untersuchungen in Singapur wurde ermittelt, dass etwa 700 Federn bei einem Nest verbaut werden, die ungefähr 10 Prozent der Trockenmasse ausmachen. Dabei handelt es sich vorwiegend um Konturfedern, Deckfedern oder Halbdunen, selten werden Schwung- oder Steuerfedern verwendet. Es ist anzunehmen, dass die Federn vom bauenden Vogel selbst stammen, jedenfalls fiel die Mauser bei allen untersuchten Schwarznestsalanganen mit der Phase des Nestbaus zusammen.
Das Gelege besteht aus nur einem Ei, die Abmessungen liegen im Mittel bei 23,7 × 16,2 Millimetern. Im Falle eines Nestverlustes sind Ersatzbruten die Regel, in Teilen des Verbreitungsgebiets gibt es wohl auch Zweitbruten. Die Bebrütungszeit liegt zwischen 24 und 32 Tagen, die Nestlingszeit zwischen 52 und 65 Tagen, die Fütterungsfrequenz ist vergleichsweise niedrig. Beide Geschlechter beteiligen sich gleichermaßen am Brutgeschäft.
Die rücksichtslose kulinarische Verwertung der Nester wirkt sich deutlich aus, in den Niah-Höhlen wurde 1962 ein nur noch bei 17 Prozent liegender Bruterfolg ermittelt. Um die Auswirkungen auf die Bestände gering zu halten, gibt es in einigen Regionen die Einschränkung, dass die Nester bis auf wenige Ausnahmen nur zweimal pro Saison „geerntet“ werden dürfen: einmal zu Beginn der Brutzeit, direkt nach dem Bau des ersten Nests, möglichst vor der Eiablage, zudem am Ende, wenn die Jungen ausgeflogen sind. Auch bei dieser geregelten Verwertung ist eine Verminderung des Bruterfolgs feststellbar, dieser sank bei einer Untersuchung in den Gomantong-Höhlen von 92 auf 76 Prozent. Dies wird zum einen darauf zurückgeführt, dass der Bau der Ersatznester die Vögel energetisch belastet, was unter anderem daran zu erkennen ist, dass in dreimal so vielen Ersatznestern wie ursprünglichen Nestern keine Eier gelegt wurden. Zum anderen wird die zur Brut nutzbare Zeit verkürzt. Die Vögel haben daher weniger Möglichkeiten für jene Ersatzbruten, die durch andere Gründe erforderlich werden.

## Bestand und Gefährdung
Im thailändischen Teil des Verbreitungsgebiets und im Westen der Malaiischen Halbinsel ist die Schwarznestsalangane recht selten, in den anderen Teilen des Areals kommt sie gebietsweise häufig vor. Aufgrund der Verwertung der Nester für die Schwalbennestersuppe kommt es regional jedoch zu größeren Bestandseinbrüchen. Beispielsweise hat der Bestand der Schwarznestsalangane in den Niah-Höhlen im malaysischen Bundesstaat Sarawak von über 2 Millionen im Jahr 1931 auf nur noch etwa 300.000 im Jahr 1999 abgenommen. BirdLife International hält den Bestandsrückgang nicht für so dramatisch, dass die Art als bedroht einzustufen wäre.

## Systematik
Ursprünglich wurden alle Salanganen der Gattung Collocalia zugeordnet. Im Jahr 1970 teilte R. K. Brooke die Salanganen in drei Gattungen, wobei die Fähigkeit zur Echoortung das entscheidende Kriterium darstellte; alle über diese Fähigkeit verfügenden Salanganen wurden in die Gattung Aerodramus gestellt. Seit aber nachgewiesen wurde, dass die zur Gattung Collocalia gestellte Zwergsalangane (C. troglodytes) auch zu den echoortenden Arten zählt, ist die Systematik innerhalb der Salanganen wieder offen.
Am nächsten mit der Schwarznestsalangane verwandt ist die Unterart vulcanorum der Himalayasalangane, die von einigen Autoren auch als eigenständige Art (Aerodramus vulcanorum oder Collocalia vulcanorum, Vulkansalangane) betrachtet wird und damit die Schwesterart der Schwarznestsalangane wäre.
Es werden drei Unterarten anerkannt.
- A. m. maximus (Sharpe, 1879): Das Verbreitungsgebiet der Nominatform umfasst Tanintharyi, die Malaiische Halbinsel, den Südosten Vietnams sowie Teile des westlichen Javas.
- A. m. lowi (Hume, 1878): Diese Unterart kommt auf Sumatra, Nias, im Norden und Westen Borneos, auf den Labuan-Inseln im Westen Javas sowie auf Palawan vor. Der Bürzel ist dunkler gefärbt als bei der Nominatform. Im Westen Javas gibt es einen klinalen Übergang zwischen A. m. lowi und der Nominatform.
- A. m. tichelmani (Stresemann, 1926): Im Südosten Borneos kommt diese Unterart vor. Die Unterart ist kleiner als die Nominatform und A. m. lowi, der Bürzel ist zudem blasser als bei A. m. lowi.

Früher wurden die Populationen in Tanintharyi und an der Westküste der Malaiischen Halbinsel als vierte Unterart angesehen (A. m. robinsoni), diese werden aber heute zur Nominatform gestellt.